# Wendy Crewson
 (septembre 2015).
Si vous disposez d'ouvrages ou d'articles de référence ou si vous connaissez des sites web de qualité traitant du thème abordé ici, merci de compléter l'article en donnant les références utiles à sa vérifiabilité et en les liant à la section « Notes et références ».
Wendy Crewson est une actrice et productrice canadienne, née le 9 mai 1956 à Hamilton (Ontario).

## Biographie

### Vie privée
Elle a été mariée avec l'acteur américain Michael Murphy de 1988 à 2009. Ensemble ils ont deux enfants. En décembre 2014, elle déclare être lesbienne depuis plusieurs années.

## Filmographie

### Cinéma
- 1983 : Skullduggery : Barbara / Dorigen
- 1985 : The Sight
- 1985 : La Marque de Caïn : Dale

- 1991 : Le Docteur : Dr Leslie Abbott
- 1992 : I'll Never Get to Heaven : Cassie Stewart
- 1992 : Folks! : Audrey Aldrich
- 1993 : Le Bon Fils : Susan Evans
- 1994 : Corrina, Corrina : Jenny Davis
- 1994 : Super Noël : Laura Calvin Miller
- 1996 : Par amour pour Gillian : Kevin Dollof
- 1997 : Air Force One : Grace Marshall
- 1997 : Flics sans scrupules de Jim Kouf : Helen Eden
- 1998 : Sleeping Dogs Lie : Theresa Small
- 1998 : Escape Velocity : Billie
- 1998 : The Eighteenth Angel : Norah Stanton
- 1998 : Un privé à L.A. : Dr. Ninki Bregman
- 1999 : Better Than Chocolate : Lila
- 1999 : Question of Privilege : Gail Sterling
- 1999 : L'Homme bicentenaire : Ma’am Martin

- 2000 : Amours mortelles : Bernadine Mello
- 2000 : Apparences : Elena
- 2000 : À l'aube du sixième jour : Natalie Gibson
- 2001 : Suddenly Naked : Jackie York
- 2002 : Between Strangers : Amanda Trent
- 2002 : La Voie du destin : Patsy Willets
- 2002 : Hyper Noël : Laura Calvin Miller
- 2004 : The Clearing : Louise Miller
- 2004 : La Maison au bout du monde : Isabel Morrow
- 2005 : Niagara Motel : Lily
- 2006 : Antartica, prisonniers du froid : Eve McClaren
- 2006 : Le Pacte du sang : Evelyn Danvers
- 2006 : Loin d'elle : Madeleine
- 2006 : Who Loves the Sun : Mary Bloom
- 2006 : Super Noël 3 : Méga Givré : Laura Calvin Miller
- 2007 : Les Portes du temps : Mary Stanton
- 2012 : Je te promets : Dr Fishman
- 2018 : Death Wish : Dr. Jill Klevens

### Télévision
- 1980 : War Brides : Kate
- 1980 : Home Fires :
- 1982 : Les Monstres du labyrinthe (Mazes and Monsters) (TV) : Kate Finch
- 1984 : Heartsounds : Judy
- 1984 : Le Dernier Rempart : Marlee Kramer
- 1985 : My Father, My Rival : Hilah
- 1985 : Murder: By Reason of Insanity : Irene Tremayne
- 1985 : Meurtre dans l'espace
- 1985 : Brigade de nuit : Dorothy Fredericks
- 1986 : Whodunit : Elizabeth
- 1986 : Perry Mason: The Case of the Shooting Star : Michelle Benti
- 1987 : Covert Action : Jessica
- 1987 : Hard Copy : Blake Calisher
- 1987 : A Hobo's Christmas : Laurie
- 1988 : Tanner '88 : Joanna Buckley
- 1988 : Spies, Lies and Naked Thighs : Evelyn
- 1989 : Studio 5-B : Gail Browning
- 1990 : Getting Married in Buffalo Jump : Sophie Ware
- 1992 : Home Fires
- 1994 : Lives of Girls and Women : Ada Jordan
- 1994 : Frostfire : Victoria Renko
- 1994 : To Save the Children : Dorsie Young
- 1994 : Spenser: The Judas Goat : Susan Silverman
- 1995 : Spenser: A Savage Place : Susan Silverman
- 1995 : Ebbie : Roberta Cratchet
- 1998 : At the End of the Day: The Sue Rodriguez Story : Sue Rodriguez
- 1998 : De la Terre à la Lune : Faye Stafford
- 1998 : Where's Marlowe? : Dr Ninki Bregman
- 1999 : Summer's End : Virginia Baldwin

- 2000 : Love and Murder : Joanne Kilbourn
- 2000 : Deadly Appearances : Joanne Kilbourn
- 2001 : The Wandering Soul Murders : Joanne Kilbourn
- 2001 : Instincts criminels : Joanne Kilbourn
- 2001 : The Beast : Maggie Steech
- 2001 : The Last Brickmaker in America : Karen
- 2002 : The Many Trials of One Jane Doe : Jane Doe
- 2002 : A Killing Spring : Joanne Kilbourn - également productrice
- 2002 : The Matthew Shepard Story : Sarah
- 2002 : Les Mystères de Joanne Kilbourn  (Verdict in Blood) : Joanne Kilbourn - également productrice
- 2003 : Un amour inattendu : McNally Hays
- 2003 : The Piano Man's Daughter : Ede Kilworth
- 2003 : Twelve Mile Road : Angela Landis
- 2003 : 24 heures chrono : Ann Packard (saison 3)
- 2004 : Sex Traffic : Madeleine Harlsburgh
- 2005 : Hunt for Justice : Louise Arbour
- 2005 : The Man Who Lost Himself : Lorraine Evanshen
- 2006 : Destination 11 septembre
- 2006 : Crimes of Passion : présentatrice
- 2007 : Voleuse de vies
- 2007-2008 : ReGenesis : Rachel Woods
- 2008 : The Summit : Ellie Bruckner
- 2012 : Alcatraz : Helen Campbell
- 2012 : Revenge : Helen Crowley
- 2012 - 2017 : Saving Hope : Dr Dana Kinney
- 2013 : Jack : Anne McGrath
- 2015 :  Beauty and the Beast : Helen Ellingsworth
- 2016 : Slasher : Le Bourreau : Brenda Merrit
- 2020 :  October Faction : Maggie Allen
- 2025 : "Nous les menteurs" : Tipper Sinclair

## Distinctions
- FIPA 2006 : FIPA d'or de la meilleure interprétation féminine pour son rôle dans Hunt for Justice.

## Voix françaises
En France
| - Marie-Martine dans : - De la Terre à la Lune (mini-série) - Un combat pour la dignité (téléfilm) - Love and Murder (téléfilm) - Le Prix du silence (téléfilm) - The Wandering Soul Murders (téléfilm) - Les Mystères de Joanne Kilbourn (téléfilm) - Copie non conforme (téléfilm) - Un amour inattendu (téléfilm) - Pauline Larrieu dans : - 24 Heures chrono (série télévisée) - Rendez-moi mon mari ! (téléfilm) - Voleuse de vies (téléfilm) - Revenge (série télévisée) - Slasher (série télévisée) - The Detail (en) (série télévisée) - October Faction (série télévisée) - Nous les menteurs (série télévisée) - Françoise Vallon dans : - Air Force One - Le Pacte du sang - Les Portes du temps - Déborah Perret dans : - Le Dernier Rempart (téléfilm) - Corrina, Corrina | - Josiane Pinson dans : - L'Homme bicentenaire - À l'aube du sixième jour - Véronique Augereau dans : - Hyper Noël - Tracker (série télévisée) - Danièle Douet dans : - L'Enlèvement - Les Experts (série télévisée) - Brigitte Virtudes dans (les séries télévisées) : - The Bridge - Defiance - Juliette Degenne dans : - Room - Superman et Loïs (série télévisée) Et aussi - Michèle Buzynski dans Apparences - Marie-Madeleine Burguet Le Doze Rookie Blue (série télévisée) - Ivana Coppola dans Ascension (mini-série) - Coralie Coscas dans Workin' Moms (série télévisée) - Marie Bouvier dans Frankie Drake Mysteries (série télévisée) - Bénédicte Charton dans Noël, toi, et moi (téléfilm) - Catherine Davenier dans Good Sam (série télévisée) |

Au Québec
| - Élise Bertrand dans : - Une sacrée famille - Sur les traces du Père Noël - Spenser : Le Piège - Sur les traces du Père Noël 2 - Le long combat de Jane Doe - Sur les traces du Père Noël - Loin d'elle - Secrets d'été - Winnie - Le monde de Jack - Marie-Andrée Corneille dans : - Mise à nu - Motel Niagara - Le Chercheur: À l'assaut des ténèbres - Élizabeth Lesieur dans : - Corrina, Corrina - Le mystère Ambrose Small - L'Homme bicentenaire - Hélène Mondoux dans : - Le Bon Fils - Le Vœu | et aussi - Madeleine Arsenault dans Lives of Girls and Women - Lisette Dufour dans Air Force One : Avion présidentiel - Johanne Garneau dans Meilleur que le chocolat - Anne Dorval dans La Voie du destin - Julie Saint-Pierre dans Huit en dessous - Pascale Montreuil dans Jack |